# کوک‌اوزک (شهرستان بایزق)
کوک‌اوزک (قزاقی: Көкөзек) یک شهرک در استان ژمبیل کشور قزاقستان است.